# Partido Popular – Movimento por uma Eslováquia Democrática
O Partido Popular – Movimento por uma Eslováquia Democrática (em eslovaco:  Ľudová strana – Hnutie za demokratické Slovensko, ĽS-HZDS) foi um partido político  da Eslováquia. 
Foi fundado em 27 de abril de 1991, com o objectivo de separar a Eslováquia da Checoslováquia e torná-la um país independente.Rapidamente tornou-se o grande partido da Eslováquia pós-independência, tendo sido o mais votado entre 1991 e 2006, além de liderar o governo eslovaco, entre 1991 e 1998.
Todavia, depois de 2006, o partido começou a perder influência, até que, nas eleições parlamentares na Eslováquia em 2012, obteve apenas  0,9% dos votos.
Marginalizado, o ĽS-HZDS acabou por se dissolver, em 11 de janeiro de 2014.

## Resultados eleitorais

### Eleições legislativas
| Data | Votos     | %         | Deputados | +/- | Status            |
| ---- | --------- | --------- | --------- | --- | ----------------- |
| 1992 | 1 148 625 | 37,3 (#1) | 74 / 150  |     | Governo           |
| 1994 | 1 005 488 | 35,0 (#1) | 61 / 150  | 13  | Governo           |
| 1998 | 907 103   | 27,0 (#1) | 43 / 150  | 18  | Oposição          |
| 2002 | 560 691   | 19,5 (#1) | 36 / 150  | 7   | Oposição          |
| 2006 | 202 540   | 8,8 (#5)  | 15 / 150  | 21  | Governo           |
| 2010 | 109 480   | 4,3 (#8)  | 0 / 150   | 15  | Extra-parlamentar |
| 2012 | 23 772    | 0,9 (#9)  | 0 / 150   | =   | Extra-parlamentar |

### Eleições presidenciais
| Data | Candidato apoiado | 1ª Volta  | 1ª Volta  | 2ª Volta  | 2ª Volta  |
| Data | Candidato apoiado | Votos     | %         | Votos     | %         |
| ---- | ----------------- | --------- | --------- | --------- | --------- |
| 1999 | Vladimír Mečiar   | 1 097 956 | 37,2 (#2) | 1 293 642 | 42,8 (#2) |
| 2004 | Vladimír Mečiar   | 650 242   | 32,7 (#1) | 722 368   | 40,1 (#2) |
| 2009 | Milan Melník      | 45 985    | 2,5 (#5)  |           |           |

### Eleições europeias
| Data | Votos   | %         | Deputados | +/- |
| ---- | ------- | --------- | --------- | --- |
| 2004 | 119 582 | 17,0 (#2) | 3 / 14    |     |
| 2009 | 74 241  | 9,0 (#5)  | 1 / 13    | 2   |